# Paracelsus-Bad (metrostation)
Paracelsus-Bad is een station van de metro van Berlijn, gelegen onder de Lindauer Allee in het Berlijnse stadsdeel Reinickendorf. Het station opende op 27 april 1987 en wordt bediend door lijn U8. Station Paracelsus-Bad dankt zijn naam aan een nabijgelegen zwembad, dat op zijn beurt genoemd is naar de Zwitserse arts, alchemist en mysticus Philippus Aureolus Theophrastus Bombastus von Hohenheim, beter bekend als Paracelsus.
In 1978 werd lijn 8 verlengd naar de Osloer Straße, waar een nieuwe overstapmogelijkheid op de U9 ontstond. Men wilde de lijn echter nog verder naar het noorden doortrekken, zodat hij uiteindelijk het grootschalige nieuwbouwgebied Märkisches Viertel zou bereiken. In september 1980 begon de aanleg van de eerste etappe van deze verlenging. Na een bouwtijd van zeven jaar kwam het 2,7 kilometer lange traject met de stations Franz-Neumann-Platz (Am Schäfersee), Residenzstraße en het nieuwe eindpunt Paracelsus-Bad in gebruik. Het tracé verloopt aanvankelijk in een min of meer rechte lijn richting het noorden, maar maakt tussen de stations Residenzstraße en Paracelsus-Bad een scherpe bocht naar links, om zijn weg via de Lindauer Allee te vervolgen in westelijke richting. Station Paracelsus-Bad zou ruim zeven jaar het noordelijke eindpunt zijn van lijn U8, die in september 1994 werd doorgetrokken naar Wittenau.
De stations op het noordelijke deel van de U8, alle van de hand van architect Rainer Rümmler, onderscheiden zich door een monumentaal en kleurrijk ontwerp, dat deels teruggrijpt op eerdere stijlperioden. In station Paracelsus-Bad, gedomineerd door de kleuren zwart en wit, vallen onder andere de zuilen en plafondlampen in art-decostijl op. Rümmler maakte bij zijn ontwerpen veelvuldig gebruikt van verwijzingen naar de naam of omgeving van het station. Vanwege het nabijgelegen zwembad nam hij dan ook de badhuiscultuur als thema van de inrichting van station Paracelsus-Bad. De witbetegelde wanden, waarin een zuilenmotief is aangebracht, worden gesierd door afbeeldingen van diverse badhuisscènes en van Paracelsus, de naamgever van het station. De vloeren zijn in een motief geplaveid met witte en zwarte tegels. Een dergelijke bekleding van de vloeren, in plaats van het eerder gebruikelijke asfalt, is in alle in de jaren tachtig en negentig gebouwde stations van de U8 te vinden en paste Rümmler voor het eerst toe in de stations van lijn U7 in Spandau, geopend in 1984. Ook de overkappingen van de bovengrondse ingangen zijn kenmerkend voor Rümmlers stijl in deze periode.
Station Paracelsus-Bad beschikt aan beide uiteinden over uitgangen, die via een tussenverdieping naar de Lindauer Allee leiden. Paracelsus-Bad werd als enige van de in 1987 geopende metrostations aan de U8 van een lift voorzien. Sinds de jaren negentig worden alle nieuwe stations uitgerust met een lift en bouwt men ook in steeds meer oudere stations liften in. Op den duur moeten alle Berlijnse metrostations volledig toegankelijk zijn voor mindervaliden.